# 巴克斯塔爾斯帕錫奇冰川
75°2′S 162°36′E / 75.033°S 162.600°E
巴克斯塔爾斯帕錫奇冰川是南極洲的冰川，位於維多利亞地的斯科特海岸，全長約4公里，流經克拉默山北部，最終注入羅斯海，現時由南極條約體系管理。